# Heartland (videogioco)
Heartland è un videogioco di avventura dinamica pubblicato nel 1986 per Amstrad CPC, Commodore 64 e ZX Spectrum dalla britannica Odin Computer Graphics, che era divenuta un'etichetta della Telecomsoft. È ambientato in un mondo di fantasia e ha per protagonista un goffo personaggio con cappello a cilindro intento a ritrovare le pagine perdute di un libro. Il gioco ottenne diverse valutazioni molto buone dalla critica, soprattutto nella versione Spectrum.

## Modalità di gioco
L'ambiente di gioco è formato da un labirinto di numerose schermate variamente interconnesse, con visuale di profilo. Il personaggio del giocatore può correre orizzontalmente e saltare; il terreno è piano ma possono esserci dei buchi in cui cadere è letale. Per passare da una schermata all'altra si può uscire dal lato destro o sinistro dello schermo oppure usare le porte che vanno in direzione dentro/fuori dallo schermo.
In ogni schermata possono essere presenti nemici che sottraggono energia al protagonista se lo toccano: maghi che possono anche lanciare fulmini, gooch che sono una specie di morti viventi in grado di risorgere, e più avanti astronauti invincibili. L'energia è rappresentata da un'immagine del volto demoniaco di Midan, il capo dei nemici, che diventa sempre più visibile. Si ha a disposizione una sola vita.
Il protagonista inizialmente è disarmato, ma può trovare armi e oggetti che volteggiano in aria e si raccolgono saltando. Gli oggetti raccolti vengono mostrati in un inventario in cima allo schermo. Per prima cosa si può trovare un cappello a cilindro da lancio, che è l'arma meno potente, ma con munizioni illimitate, in seguito anche coltelli da lancio e palle di fuoco, che riescono a eliminare un nemico con meno colpi, ma hanno munizioni limitate.
Altri oggetti sono power-up sotto forma di bolle e stelle, ma ci sono anche stelle dannose da evitare. È poi necessario trovare il libro e quindi le sue pagine disperse, sei bianche da recuperare e sei nere da distruggere, per completare il gioco.
L'intero gioco si svolge in sei aree dall'aspetto differente, ciascuna delle quali richiede molta esplorazione e nasconde una delle pagine. Un letto magico fa da punto di passaggio tra le aree.
In ogni area c'è un limite di tempo di circa otto minuti rappresentato da due clessidre, se termina si ha la sconfitta immediata.